# Игл, Гарри
Гарри Игл (англ. Harry Eagle; род. в 1905 году в Нью-Йорке, США — 21 июня 1992 года) — американский врач и патологоанатом. Наиболее известен как изобретатель Питательной среды Игла (англ.), которая является важнейшим средством в понимании воспроизводства клеток организмов человека и млекопитающих. Впоследствии оригинальная питательная среда Игла (англ. EMEM) была модифицирована Ренато Дельбекко и получила название DMEM.

## Биография
В 1927 году он закончил обучение в медицинской школе университета Джонса Хопкинса, а затем работал в больнице Джонса Хопкинса в качестве интерна и молодого учёного. После трёх лет работы ассистентом и старшим преподавателем, он перешёл на работу в Национальный исследовательский совет в Гарварде. В 1933 году он начал работать на факультете школы медицины Университета Пенсильвании сначала как ассистент-бактериолог, а затем в должности доцента. В 1936 году он был назначен главой Лаборатории исследования венерологических заболеваний и Лаборатории экспериментальной терапии на факультете Гигиены и Общественного здравоохранения университета Джонса Хопкинса, где он проработал до 1948 года. Затем он занимал некоторые руководящие должности в Национальных институтах здравоохранения США. Он был научным руководителем Национального института рака (1947—1949), главой секции экспериментальной терапии при Национальном институте микробиологии (1949—1959), главой лаборатории клеточной биологии при Национальном институте аллергии и инфекционных заболеваний (1959—1961). С 1961 по 1988 годы работал в Медицинском колледже им. Альберта Эйнштейна (англ.) как председательствующий учредитель и профессор кафедры клеточной биологии. Семь лет спустя его избрали главой только что сформированного отделения биологических исследований. В 1971 году он стал первым директором Исследовательского центра по изучению рака им. Альберта Эйнштейна, эту должность он занимал до выхода на пенсию в 1988 году.
В 1960 году Игла избрали в Американскую академию искусств и наук. В 1964-65 годах он был президентом Американской ассоциации иммунологов.

## Избранные награды
- Награда компании «Eli Lilly and Company» по бактериологии (1936)
- Стипендиат Американской академии искусств и наук (1960)
- Член Национальной академии наук (1963)
- Медаль за выдающийся вклад в биомедицинские науки от Нью-Йоркской академии медицины (1970)
- Премия Луизы Гросс Хорвиц от Колумбийского университета совместно с Ренато Дельбекко и Теодором Паком (1973)[2]
- Награда в области медицинских исследований им. Сиднея Фарбера (1974)
- Медаль Уилсона (1984)
- Национальная научная медаль США (1987)[3]

## Избранные статьи
- H. Eagle: Nutrition needs of mammalian cells in tissue culture. In: Science Band 122, Nummer 3168, September 1955, S. 501—514, ISSN 0036-8075. PMID 13255879.
- H. Eagle: The specific amino acid requirements of a mammalian cell (strain L) in tissue culture. In: Journal of Biological Chemistry. Band 214, Nummer 2, Juni 1955, S. 839—852, ISSN 0021-9258. PMID 14381421.